# ترانسدانوبیای غربی
ترانسدانوبیای غربی (مجاری: Nyugat-Dunántúl; انگلیسی: Western Transdanubia) یک منطقه آماری مجارستان به مرکزیت شهر دْیور است. این منطقه ۱۱٬۲۰۹ کیلومترمربع مساحت و ۹۹۷٬۹۳۹ نفر جمعیت دارد.